# ريبيكا جيلمور
ريبيكا جيلمور (بالإنجليزية: Rebecca Gilmore) هي غطاسة أسترالية، ولدت في 13 يونيو 1979 في سيدني في أستراليا.

## وصلات خارجية
- ريبيكا جيلمور على موقع الاتحاد الدولي للسباحة (الإنجليزية)
- ريبيكا جيلمور على موقع قاعدة بيانات الغوص IAT (الألمانية)
- ريبيكا جيلمور على موقع أوليمبيديا (الإنجليزية)
- ريبيكا جيلمور على موقع اللجنة الأولمبية الأسترالية (الإنجليزية)
- ريبيكا جيلمور على موقع اتحاد ألعاب الكومنولث (مؤرشف) (الإنجليزية)